# Hipódromo de Vermo
El Hipódromo de Vermo (en finés: Vermon ravirata) es el espacio principal para competencias de caballos con arnés en el país europeo de Finlandia, abrió sus puertas en 1977. Está situado en el distrito Leppävaara de Espoo, pero es considerado oficialmente como el hipódromo de la vecina ciudad de Helsinki. La longitud de la pista es de 1.000 metros y su ancho de 24 a 26 metros.